# 1878 год в театре
1878 год в театре

## Знаменательные события
- В Красноярске построено первое здание театра (деревянное).
- 10 ноября на сцене Малого театра впервые сыграна пьеса «Бесприданница».

## Персоналии

### Родились
- 11 января — Захария Барсан, румынский актёр, театральный деятель и драматург.
- Станислава Высоцкая, польская актриса, режиссёр
- 12 января — Нина Николаевна Литовцева, русская советская актриса и режиссёр, народная артистка РСФСР (1948).
- 9 февраля — Аллен Уилки, британский и австралийский актёр, театральный деятель.
- 8 июня — Иван Александрович Марьяненко, советский актёр театра и кино, театральный педагог, народный артист СССР (1944), лауреат Сталинской премии (1947).
- 25 июля — Стоян Бычваров, народный артист Болгарии.
- 29 июля — Варвара Массалитинова, российская актриса.

### Скончались
- 15 января — Карло Блазис, итальянский танцор, хореограф и теоретик танца, директор Императорской академии балета в Милане.
- 6 ноября — Самюэл Фелпс, британский театральный деятель, актёр и режиссёр.
- 19 ноября в Мерано — Тереза Эльслер, баронесса фон Барним, австрийская танцовщица.